# دون سكوت (سياسي)
دون سكوت هو سياسي كندي، ولد في 1960. حزبياً، نشط في الرابطة التقدمية المحافظة في ألبرتا ‏. وقد انتخب عضو الجمعية التشريعية ألبرتا.